# Годзіслав (Західнопоморське воєводство)
Годзіслав (пол. Godzisław) — село в Польщі, у гміні Гжмьонца Щецинецького повіту Західнопоморського воєводства.
Населення — 232 особи (2011).

## Демографія
Демографічна структура станом на 31 березня 2011 року:
|          | Загалом | Допрацездатний вік | Працездатний вік | Постпрацездатний вік |
| -------- | ------- | ------------------ | ---------------- | -------------------- |
| Чоловіки | 119     | 37                 | 76               | 6                    |
| Жінки    | 113     | 32                 | 64               | 17                   |
| Разом    | 232     | 69                 | 140              | 23                   |